# Borki (rejon łuniniecki)
Borki (biał. Боркі; ros. Борки) – wieś na Białorusi, w obwodzie brzeskim, w rejonie łuninieckim, w sielsowiecie Dworzec.